# Maiori

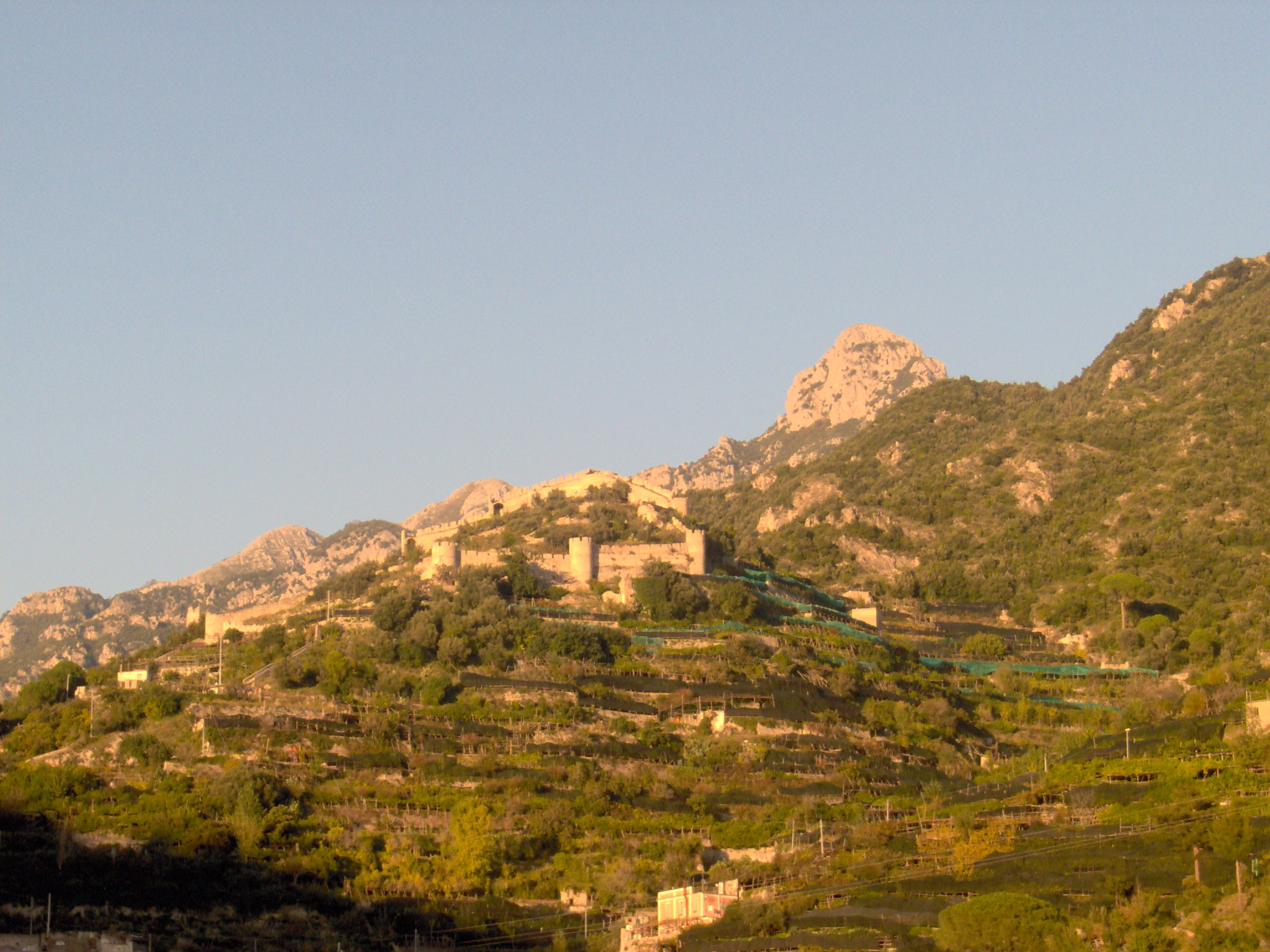
Le château de Maiori.

Maiori est une commune italienne de la province de Salerne, dans la région Campanie.
La ville est dominée par le château de San Nicola de Thoro-Plano, qui abrite un musée.

## Administration
| Période                                  | Période | Identité | Étiquette | Qualité |
| ---------------------------------------- | ------- | -------- | --------- | ------- |
|                                          |         |          |           |         |
| Les données manquantes sont à compléter. |         |          |           |         |

### Hameaux
S. Pietro, S. Maria delle Grazie, Ponteprimario, Vecite, Erchie

### Communes limitrophes
Cava de' Tirreni, Cetara, Minori, Ravello, Tramonti.